# Lamarque-Rustaing
Lamarque-Rustaing ist eine französische Gemeinde mit 54 Einwohnern (Stand 1. Januar 2022) im Département Hautes-Pyrénées in der Region Okzitanien (vor 2016: Midi-Pyrénées). Sie gehört zum Arrondissement Tarbes und zum Kanton Les Coteaux.
Die Einwohner werden Lamarquéens und Lamarquéennes genannt.

## Geographie
Die Gemeinde Lamarque-Rustaing liegt auf dem Plateau von Lannemezan, circa 22 Kilometer ostnordöstlich von Tarbes in der Naturlandschaft Arroustang. Der Fluss Bouès markiert die östliche Gemeindegrenze. Lamarque-Rustaing hat auch einen Anteil am Stausee Lac de Sère-Rustaing einschließlich der Staumauer.
Umgeben wird Lamarque-Rustaing von den fünf Nachbargemeinden:
|     | Luby-Betmont                                |            |
| Mun | Kompassrose, die auf Nachbargemeinden zeigt | Villembits |
|     | Sère-Rustaing                               | Bugard     |

## Einwohnerentwicklung

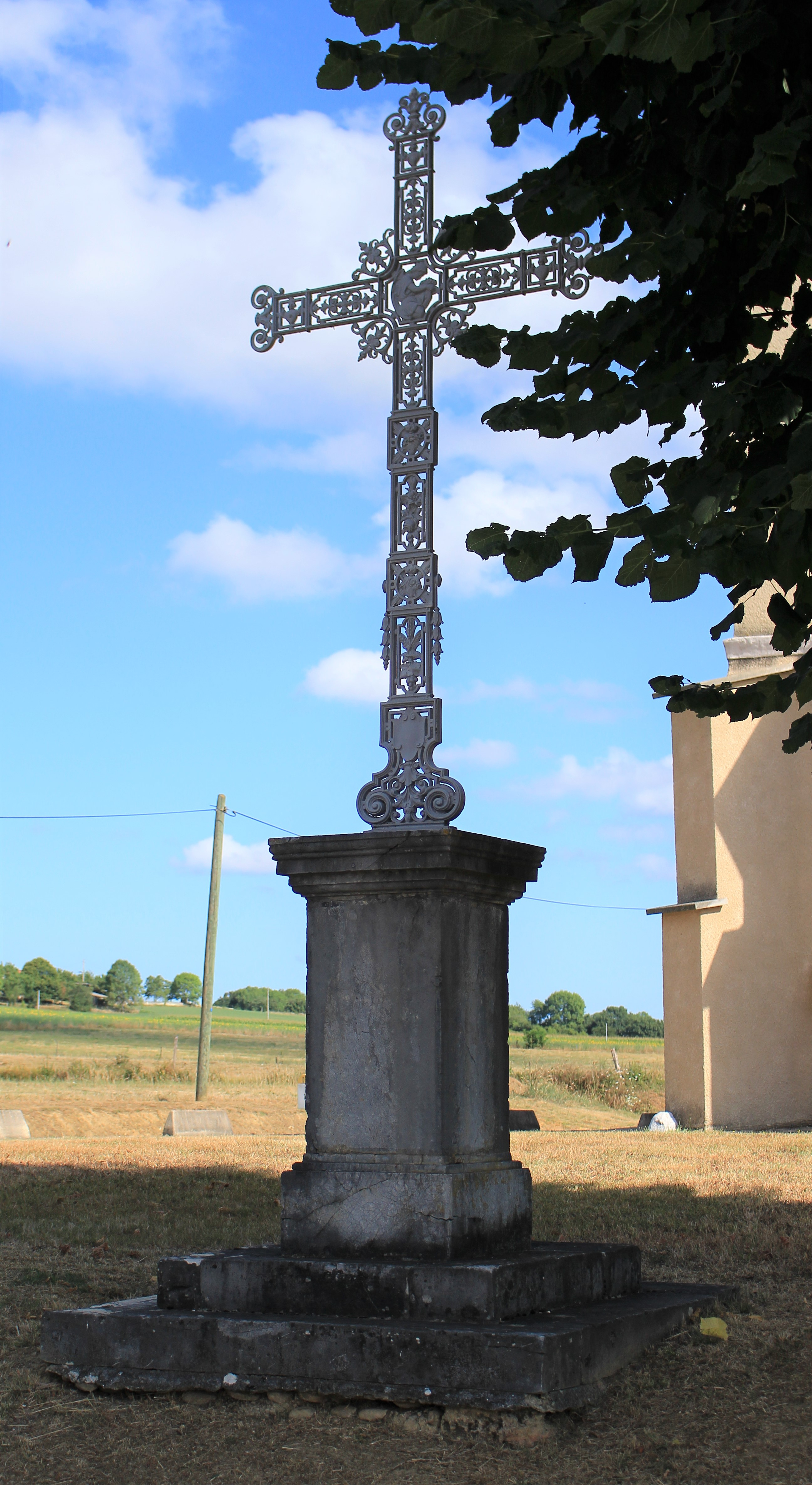
Flurkreuz

Nach Beginn der Aufzeichnungen stieg die Einwohnerzahl bis zur ersten Hälfte des 19. Jahrhunderts auf einen Höchststand von rund 220. In der Folgezeit sank die Größe der Gemeinde bei kurzen Erholungsphasen bis zu den 1990er Jahren auf ein Niveau von rund 55 Einwohnern, das bis heute gehalten wird.
| Jahr      | 1962 | 1968 | 1975 | 1982 | 1990 | 1999 | 2006 | 2011 | 2022 |
| --------- | ---- | ---- | ---- | ---- | ---- | ---- | ---- | ---- | ---- |
| Einwohner | 75   | 69   | 65   | 65   | 52   | 53   | 58   | 57   | 54   |

## Sehenswürdigkeiten
- Pfarrkirche Saint-Pierre: sie wurde im 19. Jahrhundert an der Stelle einer früheren Kapelle, genannt Notre Dame au Pied de la croix, errichtet.

## Wirtschaft und Infrastruktur
Lamarque-Rustaing liegt in den Zonen AOC der Schweinerasse Porc noir de Bigorre und des Schinkens Jambon noir de Bigorre.

### Verkehr
Lamarque-Rustaing ist über die Routes départementales 1, 11, und 311 erreichbar.